# Gonzalosia nigroides
Gonzalosia nigroides es una especie de coleóptero de la familia Aderidae.

## Distribución geográfica
Se encuentra Bioko (Fernando Po) (Guinea Ecuatorial) y en la República Democrática del Congo.